# Anne-Catherine Robert
 (janvier 2017).
Anne-Catherine Robert, née au XXe siècle, est une universitaire belge, directrice du musée de l'Air et de l'Espace depuis le 1er janvier 2018.
Elle est professeure à l'université Panthéon-Sorbonne. Elle a été directrice générale du Conseil international des musées de mai 2014 à novembre 2016.

## Carrière
Titulaire d'un doctorat en histoire des sciences et techniques de l'École des hautes études en sciences sociales (EHESS) obtenu en 1997, elle achève sa thèse et entre en post-doctorat à l'université du Colorado à Boulder.
En novembre 1999, elle devient conservateur chargée des collections du domaine des transports au musée des arts et métiers à Paris et se voit confier par Dominique Ferriot, directrice du musée, la présentation des collections du prieuré Saint-Martin-des-Champs. À l'ouverture du musée en novembre 2000, elle devient directrice du département des expositions et des éditions. Elle assure le commissariat de plusieurs expositions dont Parcours de Centraliens, inventeurs et entrepreneurs (Paris, musée des arts et métiers, du 3 novembre 2004 au 6 mars 2005), La Lumière, au siècle des Lumières et aujourd'hui, sous le commissariat général de Jean-Pierre Changeux à Nancy, galeries Poirel, du 16 septembre au 16 décembre 2005. et Benjamin Franklin, homme de sciences et homme du monde (Paris, musée des arts et métiers, du 4 décembre 2007 au 30 mars 2008). Rédactrice en chef de La Revue - Musée des arts et métiers de 2001 à 2008, elle est aussi responsable des partenariats et des mécénats et membre de l'équipe de direction du musée des arts et métiers.
De janvier 2008 à mai 2014, elle occupe le poste de directrice adjointe du Jardin des sciences de l’université de Strasbourg, où elle est chargée du futur projet de musée de sciences de cette université, qui inclut une nouvelle scénographie pour les œuvres, la construction du nouveau planétarium, un espace d'exposition temporaire et un centre de science. Dans le cadre de ses fonctions, elle accompagne aussi la candidature de l'université de Strasbourg au plan Campus en 2008, qui se traduit par une dotation de 375 millions d'euros.
En 2013, elle participe au lancement du projet ATOUTS, qui « vise à favoriser l'intérêt et l'appétence du jeune public pour les sciences », et coordonne le comité organisateur de l'édition Alsace 2014 du concours Ma thèse en 180 secondes, organisé par l'université de Strasbourg en collaboration avec le Centre national de la recherche scientifique (CNRS) et la Conférence des présidents d'université (CPU).
Elle accompagne également plusieurs projets européens tels que Places, projet ayant « pour ambition de développer un réseau de 200 villes de culture scientifique à l’échelle de l’Europe », 2-WAYS, un projet de parlements de science pour les jeunes en Europe, ou encore Eucu.net, un projet d'étude sur les universités pour enfants, en 2008.
Elle est également mandatée comme expert par les Conseils régionaux de Rhône Alpes à partir de 2002, et de l'Alsace en 2007, pour les dossiers de culture scientifique et technique. Elle est expert pour les concours d'ingénieurs et personnels techniques de recherche et de formation (ITRF).
Anne-Catherine Robert est membre du comité scientifique international de la revue Culture et Musées, qui publie « des travaux de recherche inédits sur les publics, les institutions et les médiations de la culture ».
Nommée directrice du musée de l'Air et de l'Espace du Bourget par Florence Parly ministre des Armées le 14 novembre 2017, elle succède ainsi à Catherine Maunoury à ce poste.
Elle a été élue membre de l'Académie des technologies en 2019.

## Affiliations professionnelles
Anne-Catherine Robert fait partie du comité scientifique des journées Hubert Curien de la culture scientifique et technique, organisées par l'université de Lorraine en marge des rencontres Sciences and You. En 2009, elle est élue au bureau de l’European association for Science Events and Science Festival (EUSEA). Après élection en juillet 2012, elle en devient la vice-présidente jusqu'en juin 2014.

## Conseil international des musées (ICOM)
Membre représentant du musée des arts et métiers au sein du Conseil international des musées de 2007 à 2010, elle est présidente du comité international de l'ICOM pour les échanges d'expositions (ICEE) de 2010 à 2013. En août 2013, elle est élue trésorière de l'ICOM lors de la 28e assemblée générale de l'organisation, organisée à l’occasion de sa 23e conférence générale, à Rio de Janeiro (Brésil).
Le 12 décembre 2013, sa nomination comme directrice générale de l'ICOM est approuvée lors de la 127e session du Conseil exécutif de l'organisation, à Paris. Après une période de transition, elle quitte son poste de trésorière le 30 avril 2014 et succède le 1er mai 2014 à la directrice générale par intérim, Hanna Pennock.

## Enseignement
Entre 1997 et 1998, Anne-Catherine Robert enseigne à l'université du Colorado à Boulder, puis se voit confier le cours d'Histoire des sciences et techniques Graduate School for International Studies de l'université de Denver, Colorado en 1998. Enseignante associée à l'université de technologie de Troyes de 2000 à 2003, elle assure un cours d'Histoire des ingénieurs en Europe et aux États-Unis (XVIIIe – XIXe siècles). En 2004, elle enseigne l'Histoire de la physique à l'université Paris-Sud d'Orsay.
Depuis septembre 2002, elle officie également comme professeur à l'université Paris 1 Panthéon-Sorbonne, au sein du master 2 professionnel Histoire et gestion du patrimoine culturel. Le 1er juillet 2014, elle est élue professeur associé à temps partiel (PAST) à l'unité de formation et de recherche d'histoire de l'université Paris 1 Panthéon-Sorbonne.

## Prix et distinctions
En 2002, la Société d'encouragement pour l'industrie nationale lui attribue le prix Montgolfier pour la préparation de l'exposition Visages de l'industrie, présentée au musée des arts et métiers en 2001, et itinérante en France en 2002.
Dans le cadre de son travail pour l'exposition Benjamin Franklin, homme de science, homme du monde, elle reçoit en 2006 une bourse de recherche de l'American Philosophical Society.

### Décorations
- Chevalier de la Légion d'honneur (2024)[23]

## Publications
- (en) Imagining the Balkans. Identities and Memory in the long 19th century (dir.), Exhibition catalogue, UNESCO/ICOM/ICEE, Slovénie, 2013.
- (en) Benjamin Franklin, homme de science, homme du monde (dir.), Paris Musées, 2007, 223 p.
- avec Jean-François Belhoste, 1929-2004, Parcours de Centraliens, Paris, 2005, 128 p.
- avec Catherine Malaval, Paroles d'experts, 1909-1999, la Soudure Autogène Française, Paris, Créapress éditions, 1999, 128 p.